# Paramantispa prolixa
Paramantispa prolixa is een insect uit de familie van de Mantispidae, die tot de orde netvleugeligen (Neuroptera) behoort. 
Paramantispa prolixa is voor het eerst wetenschappelijk beschreven door Erichson in 1839.